# Sebastian Andersson
Sebastian Andersson, född 15 juli 1991 i Ängelholm, är en svensk före detta fotbollsspelare (anfallare).
den 14 februari 2025 meddelade Sebastian andersson att han lägger av med fotbollen på grund av skadebekymmer

## Klubbkarriär
Andersson började spela fotboll i Vinslövs IF som sexåring. Som ung spelade han samtidigt för både Vinslöv och Ängelholms FF, då hans föräldrar bodde i Vinslöv samt Ängelholm. Därefter gick han över till Helsingborgs IF:s tipselitlag. 2009 gick han till Ängelholms FF där han följande säsong tog en plats i A-truppen. År 2011 var han sedan klubbens bästa målskytt då man tog en kvalplats till Allsvenskan via en tredjeplats i Superettan. 
Någon uppflyttning för Skånelaget blev det dock inte, trots mål av Andersson i kvalmötena med Syrianska FC. Senare under hösten tog dock Andersson en personlig chans till spel i Allsvenskan 2012 då han skrev under ett 4-årsavtal med allsvenska klubben Kalmar FF .
Under debutsäsongen hade dock Andersson svårt att spela till sig en startplats. Det blev under året sammanlagt 25 allsvenska matcher, varav 7 från start med ett mål. Det innebar att han byttes in 18 gånger under säsongen, vilket var flest av alla spelare.
Säsongen 2013 blev något av ett mellanår för Andersson då han på 15 matcher i Allsvenskan, varav endast 4 från start, inte mäktade med att göra något mål.
Den 1 augusti 2014 skrev Andersson på ett 3,5-årskontrakt med Djurgårdens IF. I mars 2016 värvades Andersson av IFK Norrköping, där han skrev på ett treårskontrakt.

### Kaiserslautern
Den 31 augusti 2017 värvades Andersson av 2. Bundesliga-klubben FC Kaiserslautern, där han skrev på ett kontrakt som sträcker sig fram till sommaren 2020. Andersson debuterade den 9 september 2017 i en 2–1-förlust mot Holstein Kiel, där han även gjorde sitt första mål. Den 29 september 2017 gjorde Andersson ett hattrick i en 3–0-vinst över Greuther Fürth.
Anderssons kontrakt bröts i maj 2018 efter att klubben blivit nedflyttad från 2. Bundesliga.

### 1. FC Union Berlin
Efter Kaiserslauterns nedflyttning till 3. Liga flyttade Andersson i juni 2018 till 1. FC Union Berlin. Han debuterade i Bundesliga den 18 augusti 2019 i Union Berlins förlust (0–4) hemma mot RB Leipzig. I Union Berlins andra match i Bundesliga, borta mot FC Augsburg den 23 augusti, blev han historisk genom att göra klubbens första mål i Bundesliga och som betydde 1-1, vilket också blev slutresultatet.

### 1. FC Köln
Den 15 september 2020 värvades Andersson av 1. FC Köln, där han skrev på ett kontrakt till och med säsongen 2023. Säsongen 2022/2023 hade Andersson stora skadeproblem och vid slutet av säsongen lämnade han Köln.

### 1. FC Nürnberg
Efter att varit klubblös ett halvår skrev Andersson i januari 2024 på ett halvårskontrakt med 1. FC Nürnberg. I februari 2025 avslutade han sin fotbollskarriär efter att varit klubblös sedan sommaren 2024.

## Landslagskarriär
Den 8 januari 2017 debuterade Andersson i Sveriges A-landslag i en 2–1-förlust mot Elfenbenskusten.